# Bodajk
Bodajk (německy Wudeck) je město v Maďarsku v župě Fejér, spadající pod okres Mór. Nachází se asi 16 km severozápadně od Székesfehérváru a asi 60 km západně od Budapešti. V roce 2015 zde žilo 4 066 obyvatel. Dle údajů z roku 2011 zde žili z 80,5 % Maďaři, 0,9 % Němci, 0,4 % Romové a 0,2 % Rumuni.
Nejbližšími městy jsou Csákvár, Mór a Székesfehérvár. Blízko jsou též obce Bakonycsernye, Balinka, Csókakő, Fehérvárcsurgó, Isztimér, Nagyveleg a Söréd.

## Historie
O středověké historii Bodajku toho není mnoho známo, je však pravděpodobné, že na místě v minulosti měli svoje sídla Avaři a Římané. První písemná zmínka o Bodajku pochází z roku 1543, zde je však zmíněno, že byl v tomto roce kompletně vypálen Turky během turecké okupace Maďarska, těsně po zničení města Fehérvár (dnešní Székesfehérvár). Po vypálení byl však brzo obnoven, v roce 1691 rozhodla rodina Hochburgů, které tehdy obec patřila, že se stane součástí města Mór pod názvem Csókakő-Mór.
V roce 1774 se Bodajk osamostatnil a získal status mezőváros (doslovně polní město, jednalo se však o status podobný českému městysu), žilo zde tehdy asi 1 200 obyvatel. Od té doby Bodajk rychle rostl, takže na konci 19. století zde žilo asi 2 300 obyvatel. V roce 1870 byl obci odebrán titul mezőváros a byl nově přidělen titul velké obce (nagyközség). Počet obyvatel se později výrazně zvyšoval, především díky stěhování obyvatel z okolních obcí.
Status města získal Bodajk 1. července 2008.